# Гринберг, Моисей Абрамович
Моисей Абрамович Гринберг (19 июля 1904 года, Ростов-на-Дону — 13 октября 1968 года, Москва) — музыкальный и общественный деятель СССР, член Союза композиторов СССР (1937).

## Биография
Моисей Абрамович Гринберг родился 19 июля 1904 года в Ростове-на-Дону. В 1928 году окончил музыкальный факультет Ростовского педагогического института (ныне Ростовский государственный педагогический университет) по классу фортепиано (педагог Василий Васильевич Шауб).
После окончания института работал в концертных организациях и музыкальных изданиях в Ростове-на-Дону и в Москве. Член ВКП(б) с 1930 года. С 1936 года работал директором Государственного музыкального издательства «Музгиз», одновременно работал главным редактором журнала «Советская музыка» (1937—1939), организатором и первым редактором специализированной газеты «Музыка». Его сестра, Гринберг Зинаида Абрамовна (1892—1967), пианистка, преподавала в Ростовском училище искусств, награждена орденом Трудового Красного Знамени.
С 1937 года М. Гринберг состоял в Союзе композиторов СССР. С 1938 года работал также начальником Главного музыкального управления Всесоюзного комитета по делам искусств при Совнаркоме СССР.
При участии Моисея Абрамовича Гринберга в Советском Союзе были организованы: Государственный хор, Государственный оркестр народных инструментов, Государственный джаз-оркестр СССР, Государственный духовой оркестр, Государственный ансамбль танца народов СССР, занимался также проведением всесоюзных декад советской музыки, организовывал музыкальные конкурсы, съезды композиторов СССР.
Перед войной, в 1939—1941 годах М. Гринберг был заместителем художественного руководителя Московского музыкального театра имени К. С. Станиславского и В. И. Немировича-Данченко. В 1941—1949 годах руководил Управлением музыкального радиовещания Всесоюзного радио.
С 1953 года работал музыкальным и художественным руководителем Московской государственной академической филармонии. Его перу принадлежат несколько музыкально-критических статей.
Моисей Абрамович Гринберг скончался 13 октября 1968 года в Москве, похоронен вместе с женой, пианисткой Татьяной Иосифовной Гольдфарб (1913—1964) на Новодевичьем кладбище.

## Труды
- Гринберг М. А., Полякова Н.. Советская опера. Сборник критических статей. — М.: Государственное музыкальное издательство, 1953. — 478 с.